# Káldor Elemér
Káldor Elemér (Bucsa, 1949. november 8. –) magyar filmrendező, forgatókönyvíró. Lánya, Káldor Edit (1968) színésznő.

## Életpályája
Szülei: Káldor Elemér és Thar Margit. 1968–1987 között a Mafilmnél világosító, majd rendezőasszisztens volt. 1974–1976 között az ELTE JTK hallgatója volt. 1981–1984 között optikát és akusztikát tanult. 1987 óta rendező. 1993 óta szabadfoglalkozású.

## Filmjei
- Magyar rapszódia (1979)
- Allegro Barbaro (1979)
- Koportos (1980)
- A zsarnok szíve, avagy Boccaccio Magyarországon (1981)
- Eszkimó asszony fázik (1984)
- Uramisten (1985)
- Hülyeség nem akadály (1986)
- Következményes állapot (1987)
- Ez a harc lesz a végső (1989)
- Meteo (1990)
- Itt a szabadság! (1991)
- Blue Box (1993)
- Három temetés (1996)
- Vörös tangó I.-VIII. (1996)
- Magyarok cselekedetei (1998)
- A pesti kalap (2000)
- Görög magyarok (2005)